# Ersatzübergangsstelle

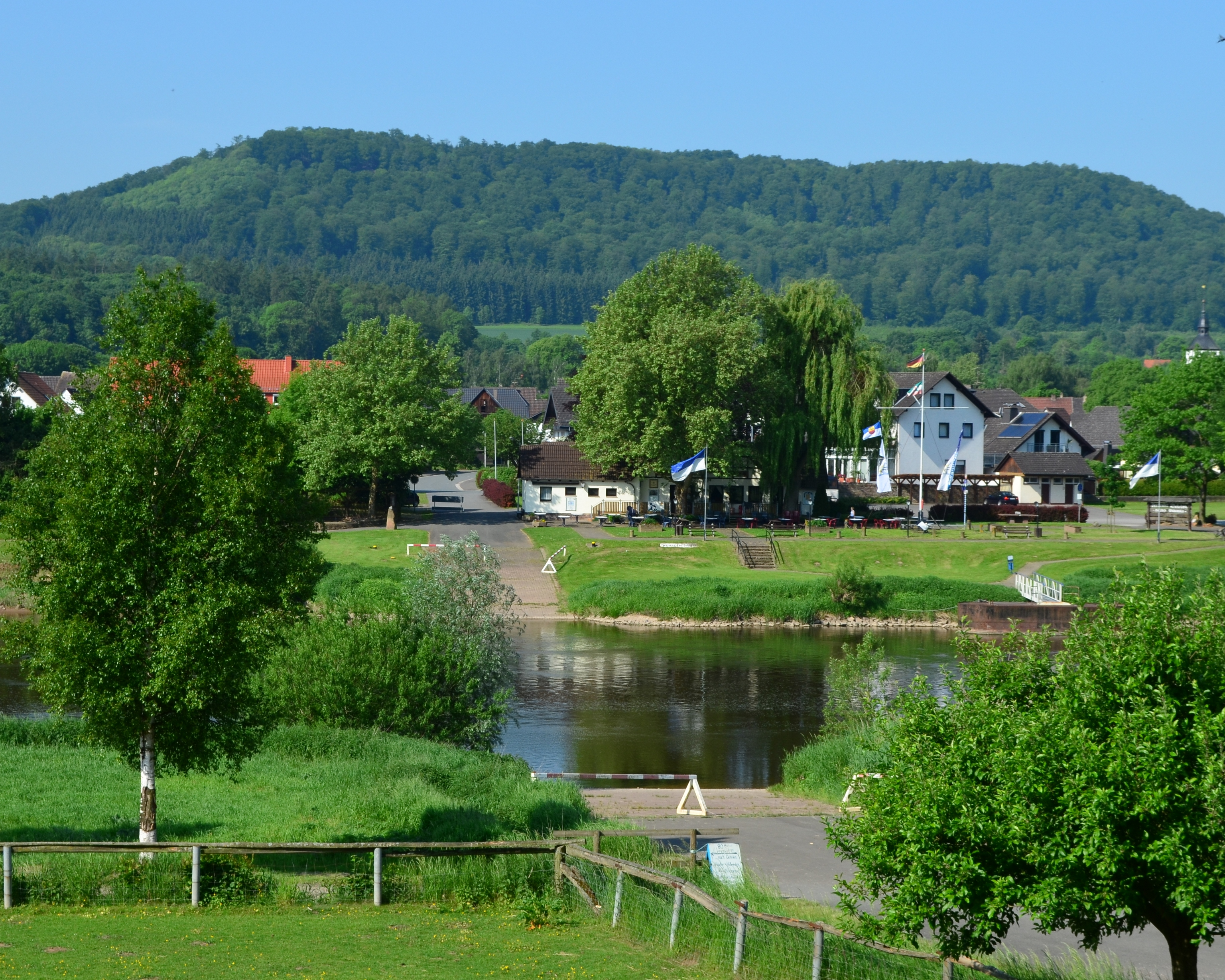
Ersatzübergangsstelle bei Wehrden vom gegenüberliegenden, rechten Weserufer fotografiert

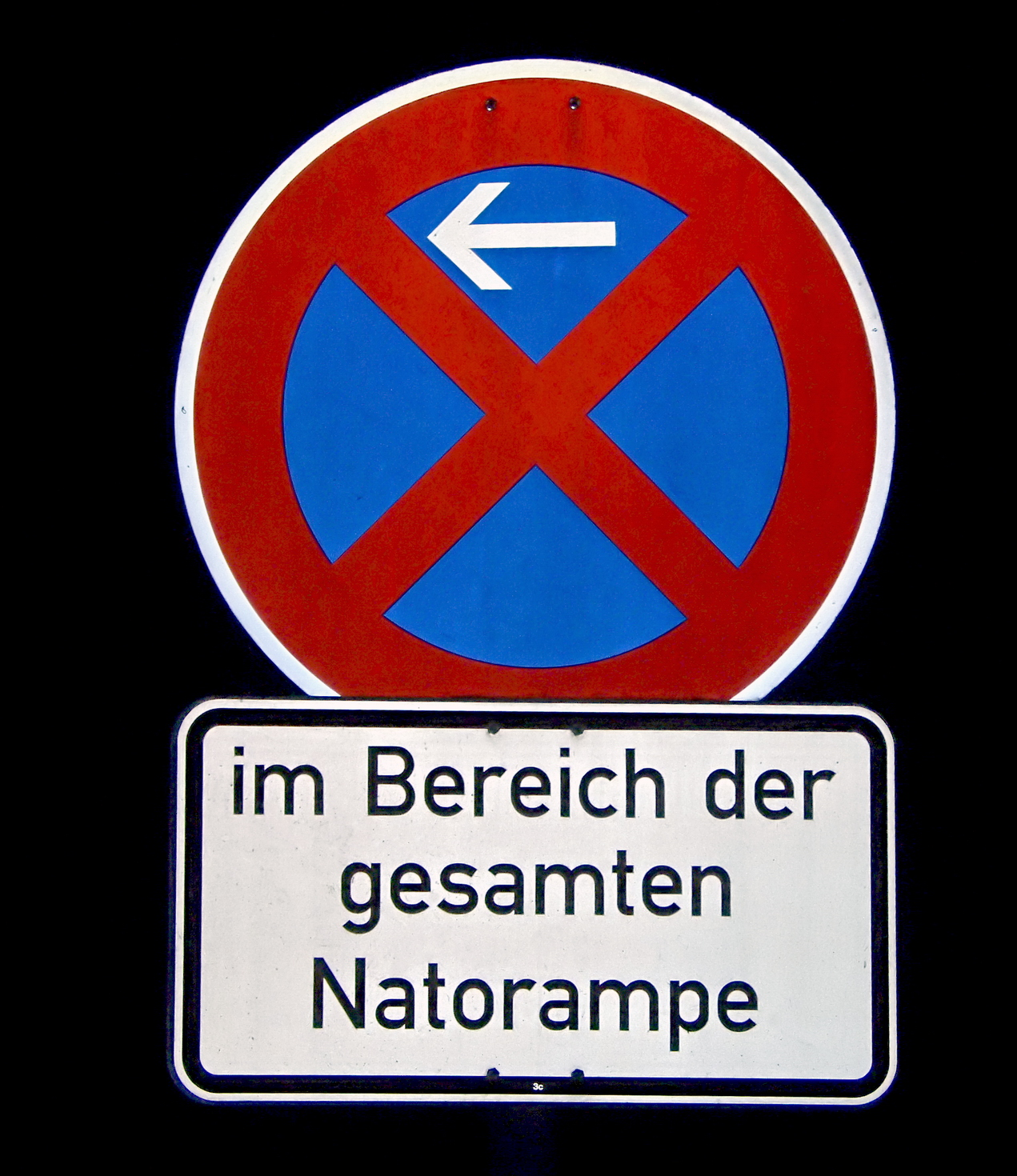
Beschilderung einer Ersatzübergangsstelle

Eine Ersatzübergangsstelle ist eine als Ersatz für eine Brücke gedachte und zur militärischen Verwendung errichtete, zum Wasser hin abfallende größere gepflasterte oder betonierte Fläche auf einer Seite eines Flusses, meist mit einer entsprechenden Rampe auf der gegenüberliegenden Seite. Eine solche Rampe führt oft sehr weit unter die Wasserlinie. Vor allem während des Kalten Krieges wurden in der Bundesrepublik Ersatzübergangsstellen geschaffen.
Volkstümlich wird eine solche Ersatzübergangsstelle NATO-Rampe genannt. Unter derselben Bezeichnung ist im Bundeswehrjargon in einigen Bereichen (vorwiegend bei gepanzerten Truppenteilen) auch eine Eisenbahnverladerampe geläufig; in beiden Bedeutungen wird auch die Bezeichnung „Panzerrampe“ verwendet. Besonders an der Mosel hört man auch die Bezeichnung „Feuerwehrrampe“.

## Militärische Nutzung
Im Verteidigungsfall sollten NATO-Rampen den Transport von Panzern und anderen militärischen Fahrzeugen mithilfe von Amphibienfahrzeugen, Landungsfahrzeugen und Behelfsbrücken über den Rhein und andere westdeutsche Flüsse sicherstellen. Sie waren für Ponton- und Schwimmbrücken, teilweise auch für Flussfähren vorgesehen.

## Zivile Nutzung
Es gab und gibt immer wieder spektakuläre Schwerlasttransporte, welche – da sie den Weg über Brücken nicht nutzen können – über diese Ersatzübergangsstellen geleitet werden. Beispielsweise wurde so Ende März 2002 in mehreren Etappen eine in fünf Teile zerlegte Boeing 747 („Jumbo“) vom Baden-Airpark in Rheinmünster-Söllingen auf dem Weg in das 100 km entfernte Technik-Museum Speyer über die Söllinger NATO-Rampe zur Pontonverladung transportiert.
Seit der Beseitigung von Absperrketten bieten die sogenannten NATO-Rampen vielfältige Nutzungsmöglichkeiten für die Bevölkerung. Vorrangig werden sie im Wassersport als Slipanlagen zum bequemen Zuwasserlassen von Falt- und Schlauchbooten und zum Trailern von Motorbooten genutzt sowie für Starten und Landen von Jet-Skis (Wassermotorrädern). Auch Angler nutzen die Rampen gerne als Sitz.
Vor allem in den Sommermonaten führt allerdings das zunehmende Camping an den NATO-Rampen oft zu Problemen. Beispielsweise beklagen Naturschutzbund und Gemeindeverwaltung von Rheinmünster (Oberrhein) für die dortige NATO-Rampe Söllingen trotz bestehender Verbote nicht nur das wilde Campen mit Übernachten, das einhergeht mit Ansammlungen von Wohnmobilen, Lärmbelästigung, Lagerfeuern und deren Resten, sondern auch übermäßige Fütterung von Wasservögeln, Müllablagerungen und mangelnde Hygiene angesichts fehlender Toiletten und eine Zunahme der Rattenplage mit der Folge der Beschädigung der Uferanlagen.
Besondere Bekanntheit als Versammlungsort erlangte die Ersatzübergangsstelle in der Rheinaue bei Wyhl durch den Widerstand der Bevölkerung gegen den beabsichtigten Bau des Kernkraftwerks Wyhl (KWS) in unmittelbarer Nähe, wo der vorgesehene, teils schon abgeholzte Bauplatz im Februar 1975 besetzt wurde. Der dort am 20. Februar 2000 errichtete Gedenkstein, ein mannshoher Brocken aus dem Vulkangestein des benachbarten Kaiserstuhls, erinnert an diese Ereignisse mit dem kurzen eingravierten Satz „Nai hämm'r gsait“ (Nein haben wir gesagt). Der Platz an diesem Denkmal – wie auch bei Bedarf häufig das Gelände der Ersatzübergangsstelle selbst – wurde immer wieder von Bürgerinitiativen für Veranstaltungen, Kundgebungen und Gedenken genutzt.

## Orte mit Ersatzübergangsstelle
Es gibt mehrere, gern zum Wassersport genutzte NATO-Rampen in der Bundesrepublik Deutschland an verschiedenen größeren Flüssen, z. B.:
- am Rhein: bei Weinstetten (Bremgarten), Hartheim am Rhein, Breisach, Steinenstadt (Neuenburg am Rhein), Wyhl (Breisgau), Ichenheim, Lichtenau, Söllingen (Rheinmünster), Hügelsheim, Iffezheim; Au am Rhein, Leimersheim/Leopoldshafen (Karlsruhe), Altlußheim/Speyer, Kollerinsel/Brühl, Ludwigshafen am Rhein, Frankenthal-Petersau, Lampertheim, Ginsheim-Gustavsburg, Gernsheim, Guntersblum, Oppenheim, Mainz-Laubenheim, Budenheim, Walluf, Eltville am Rhein, Lahnstein, Neuwied, Leubsdorf, Erpel, Unkel, Bad Honnef, Widdig (Bornheim), Niederkassel, Wesseling (Rhein Erft Kreis), (Siegburg), Köln-Sürth, Köln-Porz-Zündorf, Köln-Poll, Leverkusen-Hitdorf, Düsseldorf-Itter, Düsseldorf-Lörick, Duisburg-Binsheim, Duisburg-Schwelgern, Duisburg-Walsum, Mehrum (Voerde), Xanten-Vynen, Kalkar-Hönnepel, Emmerich am Rhein
- am Main: bei Kelsterbach, Bischofsheim, Hochheim, Hattersheim, Hainburg, Großkrotzenburg, Karlstein am Main, Kleinostheim, Aschaffenburg, Niedernberg (Unterfranken), Frickenhausen am Main, Eltmann, Maintal-Dörnigheim
- am Neckar: bei Bad Wimpfen, Offenau (Heilbronn), Neckarelz
- an der Mosel: bei Langsur/Wasserliesch, Schweich/Longuich, Longen/Longuich, Minheim/Niederemmel, Müden/Burgen und Winningen/Dieblich
- an der Saar: bei Rehlingen-Saarfels, Saarburg-Beurig
- an der Böhme in Niedersachsen: bei Bad Fallingbostel
- an der Weser: in Wehrden

An den Bundeswasserstraßen in der Bundesrepublik Deutschland sind 144 Ersatzübergangsstellen vorhanden.